# 卡內基技術學院
卡內基技術學院，是一所曾位于美国宾夕法尼亚州匹兹堡的大学。1967年与梅隆工业研究所合并为卡内基梅隆大学。

## 历史
- 1900年，安德鲁·卡耐基出资建立了卡内基技术学校（Carnegie Technical Schools）
- 1912年，学校改名卡內基技術學院（Carnegie Institute of Technology）并提供四年制学位
- 1967年，与梅隆工业研究所（Mellon Institute of Industrial Research）合并，改为卡内基梅隆大学。